# Marder
A Marder (jelentése „nyest”) az 1960-as évek második felében Nyugat-Németország szárazföldi hadereje számára kifejlesztett lánctalpas páncélozott szállító harcjármű, amellyel a HS 30 lövészszállítót kívánták leváltani. Az 1971-ben hadrendbe állított jármű ma is szolgálatban van. Az eredetileg Marder nevet viselő járművet a Marder 2 típusjelű programmal kívánták leváltani, ettől kezdve az eredeti jelölése egy 1-es számmal kiegészült (Marder 1). A váltótípus fejlesztésének felfüggesztését követően több korszerűsítési programot hajtottak végre (A1, A3, A5), jelenleg a Marder 1A5 típusváltozat tekinthető a legkorszerűbbnek. Műszaki állapotuk azonban még így sem mindig kielégítő, ezért leváltásuk a Puma típusnevű lövészpáncélossal fog történni a 2010-es években.
Körülbelül 2100 darabot gyártottak, a Bundeswehren kívül a chilei hadsereg is rendszeresített a német hadrendből kivont koros járművekből mintegy 200 felújított példányt. A görög kormány is érdeklődött 500 kivont Marder után, azonban 2007-ben az orosz BMP–3 mellett döntöttek (430 darab BMP–3HEL).
Maga az alváz az 1970-es évek második felében kifejlesztett argentin TAM (Tanque Argentino Mediano) harckocsi alapjait képezte, melyet a TAMSE gyár gyártott a Henschel segítségével. A gyárban VCTP (Vehículo de Combate Transporte de Personal) néven szintén gyártották lövészszállító változatát, illetve önjáró tüzérségi eszközök is kifejlesztésre kerültek (VCA 155 és VCLC).